# Tetraplaria mutica
Tetraplaria mutica är en mossdjursart som först beskrevs av Busk 1855.  Tetraplaria mutica ingår i släktet Tetraplaria och familjen Tetraplariidae. Inga underarter finns listade i Catalogue of Life.